# سانتیاگو باکرو
سانتیاگو باکرو (انگلیسی: Santiago Bakero؛ زادهٔ ۳۱ ژانویهٔ ۱۹۵۸) بازیکن فوتبال اهل اسپانیا است.
از باشگاه‌هایی که در آن بازی کرده‌است می‌توان به باشگاه فوتبال هرکولس و باشگاه فوتبال رئال سوسیداد اشاره کرد.